# Fiona Gubelmann
Fiona Victoria Gubelmann (Santa Monica (Californië), 30 maart 1980) is een Amerikaanse actrice. 

## Biografie
Gubelmann werd geboren in Santa Monica (Californië), en begon al met acteren en dansen op haar basisschooltijd. Op vierjarige leeftijd speelde zij haar eerste rol in de balletvoorstelling Cabbage Patch Kids. Tijdens haar verdere kinderjaren spendeerde zij de zomervakanties op toneelclubs en lokale theaters. Zij doorliep de high school aan de Torrey Pines High School in San Diego (Californië), hier werd zij ook lid van het schooltheatergezelschap. Hierna studeerde zij in 2002 af in theaterwetenschap aan de Universiteit van Californië - Los Angeles. Na haar afstuderen leerde zij het acteren aan de toneelschool Beverly Hills Playhouse in Beverly Hills. Gubelmann is getrouwd met acteur Alex Weed. 
Gubelmann begon in 2003 met acteren in de televisieserie The Mullets, waarna zij nog meerdere rollen speelde in televisieseries en films.

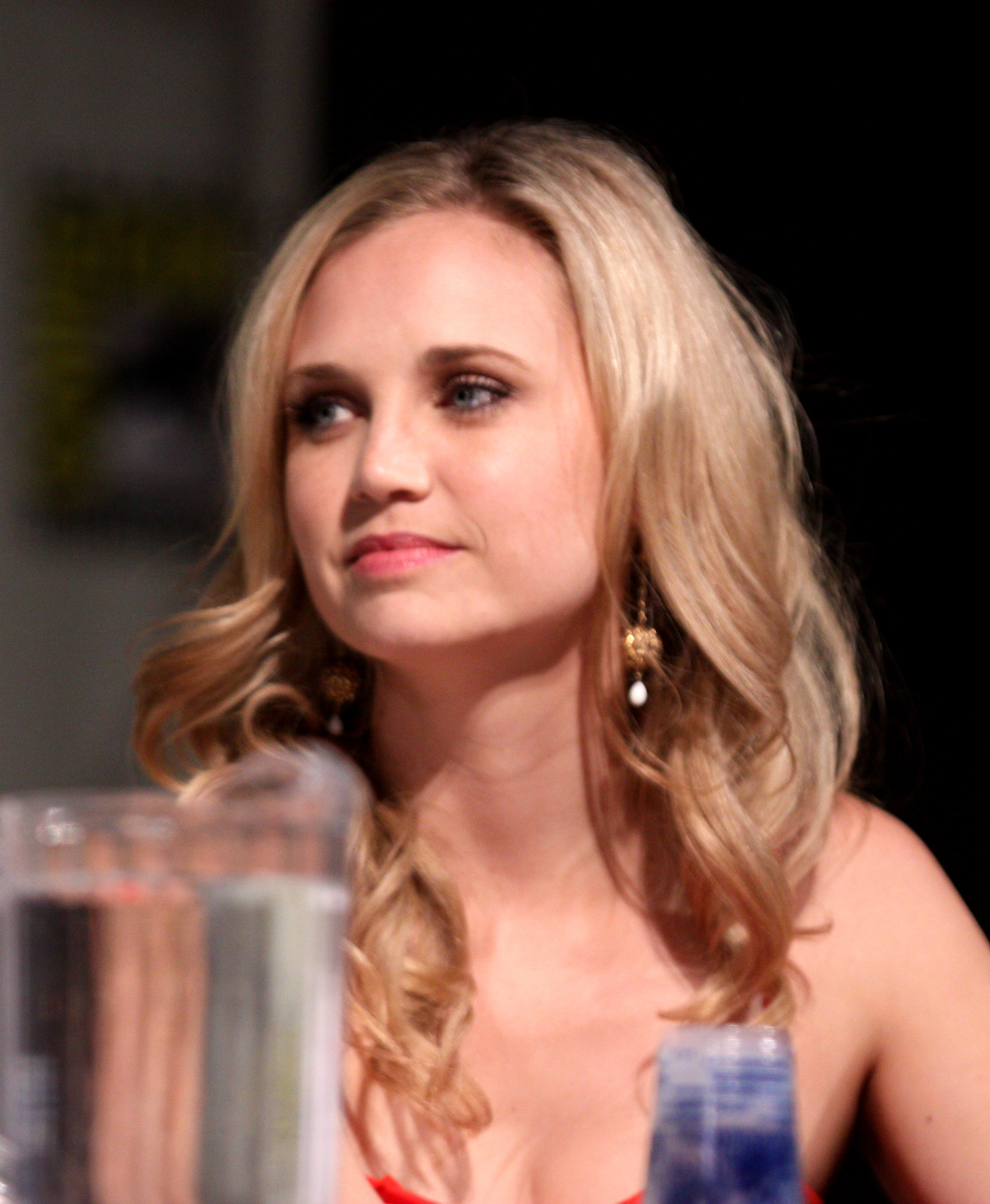
Fiona Gubelmann, 2011

## Filmografie

### Films
Uitgezonderd korte films.
- 2021 The Vows We Keep - als Hazel
- 2019 Easter Under Wraps - als Erin Cavendish
- 2019 The Way We Weren't - als Charlotte
- 2018 Royally Ever After - als Sara Dimarco
- 2017 Christmas Next Door - als April Stewart
- 2017 Surprise Me! - als Genie Burns
- 2017 Rice on White - als Julie
- 2016 Tulips in Spring - als Rose
- 2016 Mommy's Little Girl - als Theresa Malcolms
- 2016 Dispatch - als Christine McCullers
- 2014 Don't Blink - als Ella
- 2013 Super Buddies - als prinses Jorala (stem)
- 2012 Rebounding - als Charlotte
- 2010 Sex Tax: Based on a True Story - als Tina
- 2010 Downstream - als Tabitha
- 2007 Blades of Glory - als Woodland Fairie
- 2005 Horror High - als Daphne
- 2005 N.T.V. Volume 1 - als nieuwslezeres
- 2004 Blue Demon - als Alice
- 2004 Employee of the Month - als Amber

### Televisieseries
Uitgezonderd eenmalige gastrollen.
- 2018-2024 The Good Doctor - als dr. Morgan Reznick - 91+ afl.
- 2017 Daytime Divas - als Heather Flynn-Kellogg - 10 afl.
- 2017 One Day at a Time - als Lori - 5 afl.
- 2016 Sing It! - als Nina - 4 afl.
- 2011-2014 Wilfred - als Jenna Mueller - 35 afl.
- 2013 We Are Men - als Sara - 3 afl.
- 2013 Guys with Kids - als Sage - 2 afl.
- 2012 Save the Supers - als Rascal - 2 afl.
- 2012 How to Be a Gentleman - als Amy - 2 afl.
- 2011 Parenthood - als Sandy - 2 afl.
- 2008 Comedy Gumbo - als gastvrouw ShmappleBapp - 3 afl.

- International Standard Name Identifier: 0000 0004 0339 122X
- Library of Congress Control Number: no2013048663
- Virtual International Authority File: 299645916
- WorldCat: E39PBJmtC8RGwM4J6mJVJ6jpyd